# Pelle Petterson
Pelle Helmer Petterson, född 31 juli 1932 i Stockholm, är en svensk formgivare och seglare.

## Biografi
Petterson växte upp till en början i Örebro, och från 10-årsåldern i Göteborg och är son till Helmer Petterson och dennes norskfödda hustru Borgny. Som 11-åring vann han en lådbilstävling i Stockholm och intervjuades i radio av Sven Jerring. Han vann även kungakannan i segling fyra gånger och fick motta pris av Gustaf V, samt tävlade även i backhoppning. Han studerade formgivning på Pratt Institute i New York 1955-1957. Han är mest känd för att ha konstruerat främst segelbåtar. Att han kom in på detta var egentligen ett sätt att finansiera sin egen segling. Båtar som Pelle Petterson har ritat är exempelvis Maxi 68, Maxi 77, Maxi Fenix, 909, 999, 606, Maxi Racer samt ett antal Monark segelbåtar såsom 540, 606, 806 och Giggen (Monark 44). Han har även designat motorbåtar, bland andra Alfa 24, Exotic 28 och 32 samt delar av Maxi, Nimbus och Crescents båtprogram. Totalt har fler än 85 000 båtar tillverkats efter Pettersons ritningar. Han designade även Volvo P1800, för vilket han 2004 blev utnämnd till hedersmedlem i Svenska Volvo P1800-klubben. Samma år fick han också KTH:s stora pris för sin livslånga designgärning. Förutom P1800 och båtar har Pelle Petterson designat gräsklippare, utombordsmotor, takboxar, mopeder, en klocka, med mera.
Det finns även seglingskläder som bär namnet Pelle Petterson men dessa formges av dottern Cecilia. Den andra dottern bor i USA och är gift med seglaren Paul Cayard.
Pelle Petterson har också varit en framgångsrik kappseglare. Han började sin seglingskarriär i som tioåring vid familjens sommarställe i Kullavik, där han idag bor. 1964 erövrade han ett OS-brons i starbåt tillsammans med Holger Sundström och 1972 ett OS-silver med Stellan Westerdahl. 1969 erövrade han ett VM-guld. Petterson var också en av de drivande i två av Sveriges America's Cup-satsningar.
2011 blev Petterson först att bli invald i Svensk seglings Hall of Fame.
Petterson är gift och har tre barn. Sonen Per avled i ett hjärtstopp 2003. 
| Monark 606-segelbåtar i Finland |  | Monark 606-segelbåtar i Finland |
| Monark 606-segelbåtar i Finland |  |                                 |

| M/Y Frida, en Monark 670 från 1979, i Heleneborgs båtklubbs monter på båtmässan Allt för sjön i mars 2019. |  | M/Y Frida, en Monark 670 från 1979, i Heleneborgs båtklubbs monter på båtmässan Allt för sjön i mars 2019. |
| M/Y Frida, en Monark 670 från 1979, i Heleneborgs båtklubbs monter på båtmässan Allt för sjön i mars 2019. |  | |